# Nísos Gýaros
Nísos Gýaros är en ö i Grekland.   Den ligger i prefekturen Kykladerna och regionen Sydegeiska öarna, i den sydöstra delen av landet, 100 km öster om huvudstaden Aten. Arean är 23,0 kvadratkilometer. 1948–74 fanns på ön ett fångläger, huvudsakligen för vänsterpolitiskt aktiva, där åtminstone 22 000 personer hölls fängslade.
Terrängen på Nísos Gýaros är lite kuperad. Öns högsta punkt är 483 meter över havet. Den sträcker sig 5,0 kilometer i nord-sydlig riktning, och 8,6 kilometer i öst-västlig riktning.